# Vitorlázás az 1968. évi nyári olimpiai játékokon
Az 1968. évi nyári olimpiai játékokon a vitorlázásban öt számot bonyolítottak le.

## Éremtáblázat
(A rendező ország csapata eltérő háttérszínnel, az egyes számoszlopok legmagasabb értéke, vagy értékei vastagítással kiemelve.)
| Az 1968. évi nyári olimpiai játékok éremtáblázata vitorlázásban | Az 1968. évi nyári olimpiai játékok éremtáblázata vitorlázásban | Az 1968. évi nyári olimpiai játékok éremtáblázata vitorlázásban | Az 1968. évi nyári olimpiai játékok éremtáblázata vitorlázásban | Az 1968. évi nyári olimpiai játékok éremtáblázata vitorlázásban | Olimpia  |
| --------------------------------------------------------------- | --------------------------------------------------------------- | --------------------------------------------------------------- | --------------------------------------------------------------- | --------------------------------------------------------------- | -------- |
|                                                                 | Ország                                                          | Arany                                                           | Ezüst                                                           | Bronz                                                           | Összesen |
| 1.                                                              | Egyesült Államok (USA)                                          | 2                                                               | 0                                                               | 0                                                               | 2        |
| 2.                                                              | Nagy-Britannia (GBR)                                            | 1                                                               | 0                                                               | 1                                                               | 2        |
| 3.                                                              | Svédország (SWE)                                                | 1                                                               | 0                                                               | 0                                                               | 1        |
| 3.                                                              | Szovjetunió (URS)                                               | 1                                                               | 0                                                               | 0                                                               | 1        |
|                                                                 |                                                                 |                                                                 |                                                                 |                                                                 |          |
| 5.                                                              | Ausztria (AUT)                                                  | 0                                                               | 1                                                               | 0                                                               | 1        |
| 5.                                                              | Dánia (DEN)                                                     | 0                                                               | 1                                                               | 0                                                               | 1        |
| 5.                                                              | Norvégia (NOR)                                                  | 0                                                               | 1                                                               | 0                                                               | 1        |
| 5.                                                              | NSZK (FRG)                                                      | 0                                                               | 1                                                               | 0                                                               | 1        |
| 5.                                                              | Svájc (SUI)                                                     | 0                                                               | 1                                                               | 0                                                               | 1        |
|                                                                 |                                                                 |                                                                 |                                                                 |                                                                 |          |
| 10.                                                             | Olaszország (ITA)                                               | 0                                                               | 0                                                               | 2                                                               | 2        |
| 11.                                                             | Brazília (BRA)                                                  | 0                                                               | 0                                                               | 1                                                               | 1        |
| 11.                                                             | NDK (GDR)                                                       | 0                                                               | 0                                                               | 1                                                               | 1        |
|                                                                 |                                                                 |                                                                 |                                                                 |                                                                 |          |
| Összesen                                                        | Összesen                                                        | 5                                                               | 5                                                               | 5                                                               | 15       |

## Érmesek
| Az 1968. évi nyári olimpiai játékok érmesei vitorlázásban |                                                                                        |                                                                               |                                                                               |
| Versenyszám                                               | Arany                                                                                  | Ezüst                                                                         | Bronz                                                                         |
| Finn dingi                                                | Valentin Mankin · Szovjetunió (URS)                                                    | Hubert Raudasch · Ausztria (AUT)                                              | Fabio Alberelli · Olaszország (ITA)                                           |
| Csillaghajó                                               | Egyesült Államok (USA) · North Star · Lowell North · Peter Barrett                     | Norvégia (NOR) · Sirene · Peder Lunde, Jr. · Per Olav Wiken                   | Olaszország (ITA) · Romance · Franco Cavallo · Camillo Gargano                |
| 5,5 méter                                                 | Svédország (SWE) · Wasa IV · Ulf Sundelin · Peter Sundelin · Jörgen Sundelin           | Svájc (SUI) · Toucan · Louis Noverraz · Marcel Stern · Bernard Dunand         | Nagy-Britannia (GBR) · Yeoman · Robin Aisher · Adrian Jardine · Paul Anderson |
| Repülő hollandi                                           | Nagy-Britannia (GBR) · Superdocius · Rodney Pattisson · Iain MacDonald-Smith           | NSZK (FRG) · Leda · Ullrich Libor · Peter Naumann                             | Brazília (BRA) · Mack · Reinaldo Conrad · Burkhard Cordes                     |
| Sárkányhajó                                               | Egyesült Államok (USA) · Cadenza · George Friedrichs · Barton Jahncke · Gerald Schreck | Dánia (DEN) · Chock · Aage Birch · Paul Lindemark Jørgensen · Niels Markussen | NDK (GDR) · Mutafo · Paul Borowski · Karl-Heinz Thun · Konrad Weichert        |